# Titleist
Titleist es una marca de palos, bolas y accesorios de golf de la empresa Acushnet, con sede en Fairhaven, Massachusetts, Estados Unidos. La marca se vendió en 1976 a American Brands (luego Fortune Brands) y a Fila en 2011.
Las primeras bolas de golf Titleist se comenzaron a comercializar en el año 1935. Ha sido la marca de bolas de golf más vendida en Estados Unidos durante décadas, y la usan numerosos golfistas profesionales.
En 1972 aparecieron los primeros palos Titleist, aunque Acushnet ya había fabricado palos con otra marca. Han sido utilizados entre otros golfistas por Tiger Woods, Phil Mickelson, Rory McIlroy, Steve Stricker, Jason Dufner, Zach Johnson, Adam Scott, Matt Kuchar, Geoff Ogilvy y José María Olazábal.